# 万塞讷佛寺

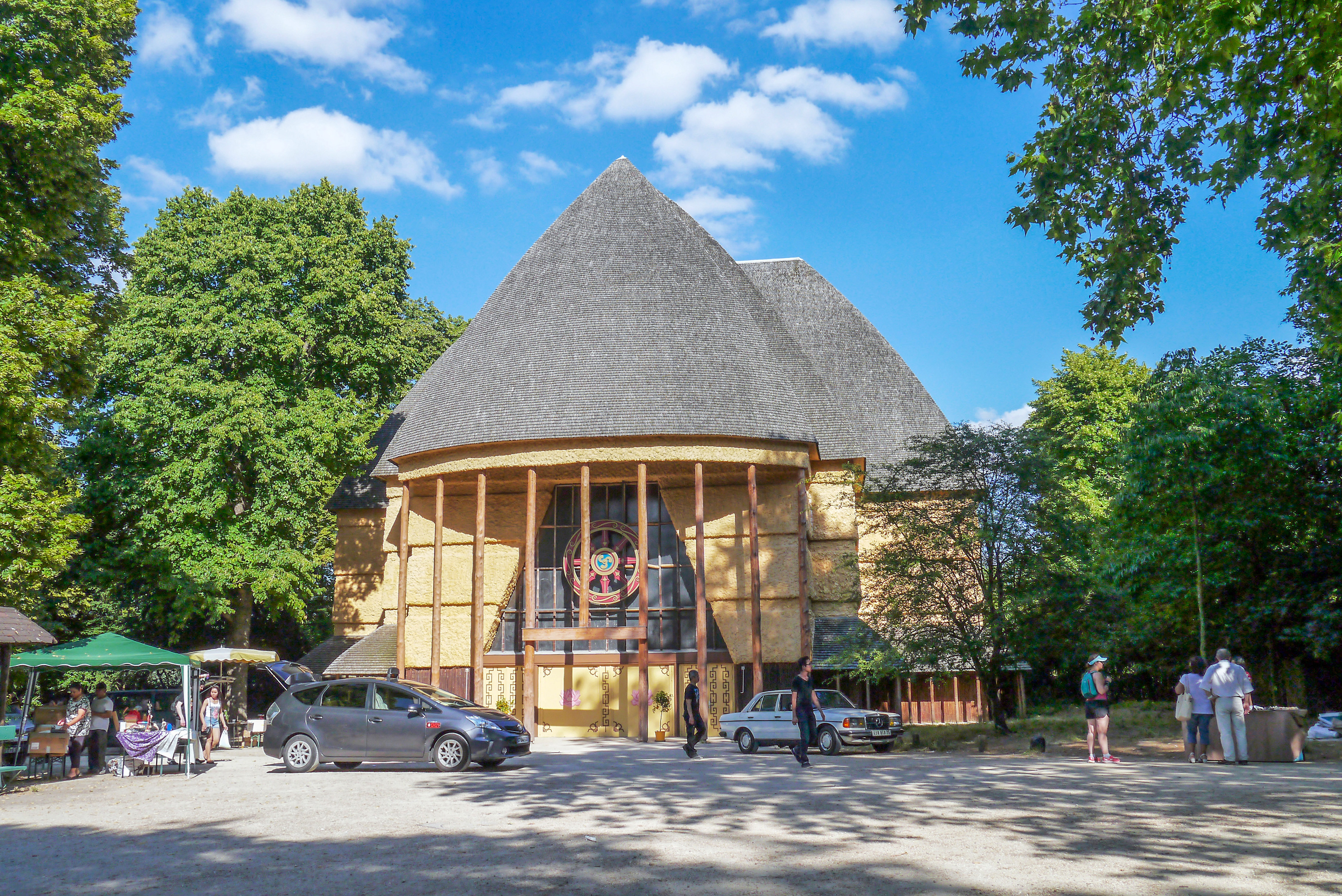
彎賽訥佛寺

万塞讷佛寺（法語：La pagode de Vincennes），是法國的一座佛寺，坐落於巴黎東邊的万塞讷森林，在多梅尼勒湖東南畔，屬於巴黎第十二區管轄範圍。其內有全歐洲规模最大的佛像。

## 概论
佛寺的院落面積為8000平方米。其建築為1931年法國國際殖民地博覽會的多哥和喀麥隆展覽館，建築設計師為路易-伊博利特·布瓦鏤和查理·卡利埃爾，建築頂尖高度28米。1977年巴黎市政府決定將該建築改作佛寺，同年10月28日時任巴黎市長雅克·希拉克主持了佛寺揭幕盛典。該寺由此成為法國國際佛學院及後來成立的法國佛教徒聯合會的所在地。

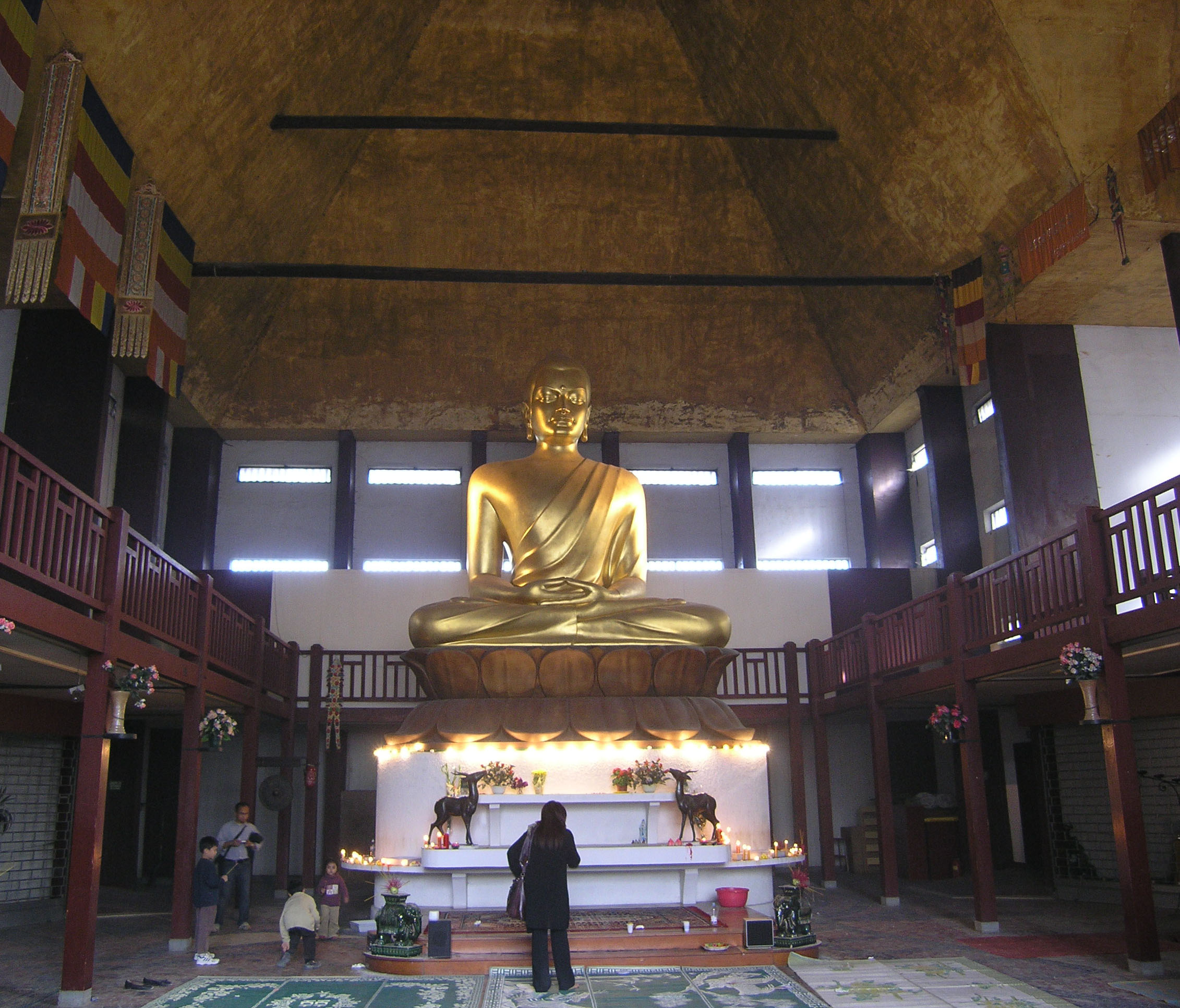
大雄寶殿釋迦牟尼佛塑像

寺內塑有歐洲最大的釋迦牟尼佛貼金像，佛像加底座的高度為9米。佛堂經常舉辦各種佛教講座，在佛教的主要節日有大型佛事活動。佛陀誕辰日（維薩客節）是最盛大、最隆重的節日。
2009年5月泰國首都曼谷的金山寺贈送給法國的釋迦牟尼佛真身舍利就安放在大佛像的後面，供西方及來自世界各地的僧俗大眾朝拜瞻仰。
佛寺的對面是藏傳佛教寺院法國噶舉中心。離佛寺最近的地鐵站是鍍金門站。